# Ikarus 556
Ikarus 556 – autobus produkowany przez Ikarus. W Polsce Ikarusy 556 były eksploatowane także w kilku przedsiębiorstwach komunikacyjnych. Liczba ikarusów w poszczególnych przedsiębiorstwach: Łódź 29 szt. Bielsko-Biała – 64 (lub według innych źródeł) 62 sztuki. Częstochowa – 52 sztuki (nie uwzględniając wozów przekazanych z WPK Katowice). Katowice – 235 sztuk w pięciu dostawach. Część autobusów została przekazana innym jednostkom komunikacyjnym w Polsce. 

## Modele dla Łodzi[1]
Produkcję seryjną modelu 556 rozpoczęto w fabryce Ikarusa w 1965 r. Pierwszy egzemplarz do Łodzi zakupiono jako próbny w 1969 r. W tym czasie autobus wyróżniał się gabarytami i nowoczesną linią nadwozia na tle ramowych konstrukcji Ikarusów 620 i Jelczy 272 Mex. 
Nowy autobus przyjęto na inwentarz zajezdni przy ul. Kraszewskiego w dniu 14 listopada 1969 r. i nadano mu numer 501. W 1970 r. zakupiono kolejnych 28 egzemplarzy, które przydzielono na zajezdnię przy ul. Limanowskiego, nadając im kolejne numery boczne od 502 do 529. Tu w dniu 27 stycznia 1971 r. rozpoczęto je eksploatować w ruchu pasażerskim. Wkrótce wóz 501 również przeniesiono na Limanowskiego. Z uwagi na dość duże rozmiary (jak na tamte czasy), kierowcy nazywali je "gablotami", natomiast wśród zaplecza technicznego również "Manami" - od typu silnika. Ich charakterystyczną cechą były drzwi, z których każde posiadały inną szerokość oraz różną liczbę skrzydeł drzwiowych.
W dniu 31 grudnia 1971 r. wozy 513 i 520 skreślono z inwentarza, przekazując je do Tomaszowa Mazowieckiego. W 1974 r. w ramach wprowadzanej typizacji taboru, Ikarusy 556 zaczęto stopniowo przekazywać na zajezdnię Helenówek. Najdłużej w obsłudze zajezdni Limanowskiego był wóz nr 507 - do 16 września 1976 r. Autobusy te mimo nowszej konstrukcji i lepszych parametrów nie odbiegały znacząco średnią eksploatacyjną od swoich poprzedników. W obliczu jednej naprawy głównej i braku remontów kapitalnych kres ich eksploatacji przypadł na koniec lat 70. XX w.
Dnia 30 czerwca 1979 r. Ikarusy 556 ostatecznie skreślono z inwentarza MPK. Wozy nr 504, 512, 515, 518, 525, były w tym czasie w ogóle ostatnimi przedstawicielami marki Ikarus w Łodzi. Po wycofaniu wóz nr 515 trafił na zajezdnię Brus jako przyszły eksponat do mającego powstać Muzeum Komunikacji. Niestety wraz z dwoma innymi autobusami, które również tam sprowadzono w podobnym celu, na początku lat 80. pocięto go na złom. Wiadomo też o innym egzemplarzu, którego tylna połowa posłużyła jako atrapa w jednym z przedszkoli. Do czasów obecnych nie zachował się żaden łódzki egzemplarz Ikarusa 556.

## Modele dla Częstochowy
W latach 1970–1972 spora dostawa Ikarusów 556 trafiła do częstochowskiego MPK. 
- I dostawa - 10 szt. - sierpień 1970 roku – 10 szt.. Pojazdy otrzymały nr 200 → 209. 
- II dostawa 12 szt. - sierpień 1971 roku – nr 210 → 221. 
- III dostawa - 32 szt. - lipiec 1972 roku – pojazdy otrzymały nr 222 → 253. 
Średni okres eksploatacji Ikarusów 556 w częstochowskim MPK wyniósł ok. 6–7 lat. Ostatni pojazd o nr 253 został wycofany z ruchu w maju 1979 roku.